# Richard Plug
Richard Plug (Velsen, 5 september 1967) is een Nederlands voormalig voetballer. Hij stond onder contract bij Telstar, FC Zwolle en Dordrecht'90. Als hoofdtrainer is hij o.a. werkzaam geweest bij Odin'59, VVSB, VSV, de Kennemers en  DVS'33. In 2022-2023 promoveerde hij met Odin59 via de nacompetitie naar de derde divisie. Hetgeen hij  7 jaar eerder ook deed tijdens zijn eerste dienstverband bij de club uit Heemskerk door geheel onverwacht kampioen te worden van de Hoofdklasse zaterdag.

## Statistieken
| Seizoen | Club         | Land      | Competitie     | Wed. | Goals |
| ------- | ------------ | --------- | -------------- | ---- | ----- |
| 1991/92 | Telstar      | Nederland | Eerste divisie | 31   | 2     |
| 1992/93 | Telstar      | Nederland | Eerste divisie | 20   | 3     |
| 1993/94 | Telstar      | Nederland | Eerste divisie | 28   | 4     |
| 1994/95 | FC Zwolle    | Nederland | Eerste divisie | 32   | 4     |
| 1995/96 | Dordrecht'90 | Nederland | Eerste divisie | 31   | 3     |
| 1996/97 | Dordrecht'90 | Nederland | Eerste divisie | 31   | 0     |
| 1997/98 | Dordrecht'90 | Nederland | Eerste divisie | 24   | 2     |
| 1998/99 | Dordrecht'90 | Nederland | Eerste divisie | 16   | 1     |
| Totaal  | Totaal       | Totaal    | Totaal         | 213  | 19    |